# Jacob van Eyck

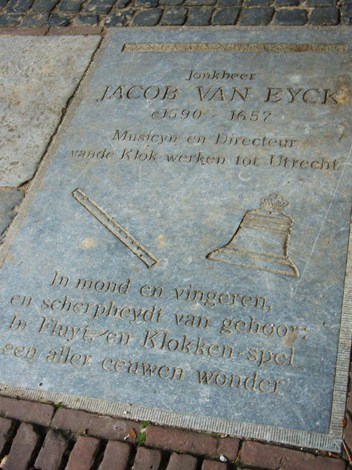
Jacob van Eyck-Gedenkplatte in Utrecht:
„In Mund und Fingern
und Schärfe des Gehörs,
in Flöte und Glockenspiel
ein Wunder aller Zeiten“

Jonkheer Jacob van Eyck (* um 1590; † 26. März 1657 in Utrecht) war ein niederländischer Glockenspieler, Sachverständiger für Kirchenglocken und Blockflötenvirtuose. Van Eyck war einer der bekanntesten Musiker seiner Zeit.

## Leben und Wirken
Van Eyck war von Geburt an blind. 1625 verließ er sein Elternhaus und wurde Glockenspieler des Utrechter Domturmes. Später hatte er ähnliche Anstellungen an anderen Utrechter Kirchen und am Utrechter Rathaus. 1649 wurde sein Gehalt unter der Bedingung erhöht, dass er die Spaziergänger auf dem Kirchhof mit dem Klang seines Flötleins erfreue.
Als Glockenexperte hatte er einen hervorragenden Ruf bei den Behörden verschiedener niederländischer Städte. René Descartes rühmte sein scharfes Gehör, und Glockenspieler zogen zu ihm nach Utrecht, um bei ihm zu studieren.
Als Blockflötenspieler ist er durch sein Werk Der Fluyten Lust-hof bekannt, das in verschiedenen Fassungen und Teilen in den Jahren 1644, 1646, 1649 und 1654 erschien. Es handelt sich um eine umfangreiche Sammlung von Solostücken für die Sopranblockflöte (man hat aber Continuospuren gefunden, die der Verlag "les cahiers du Tourdion" veröffentlicht hat), die fast alle einem gemeinsamen Variationsschema folgen: Ein zunächst in einfacher Fassung vorgetragenes melodisches Stück, etwa ein Volkslied oder ein Kirchenlied, wird in mehreren Schritten in kleinere, schnellere Notenwerte aufgelöst („gebrochen“). Den Schlusspunkt bildet eine virtuose Fassung. Die meisten Stücke im Fluyten Lust-hof tragen den Zusatz: „gebroken van J. Jacob van Eyck“.